# 진북면
진북면(鎭北面)은 대한민국 경상남도 창원시 마산합포구의 면이다. 넓이는 46.56km2이고, 인구는 2010년 5월 31일 기준으로 1,780가구, 4,387명이다.

## 법정리
- 추곡리(秋谷里)
- 금산리(錦山里)
- 대티리(大峙里)
- 대평리(大坪里)
- 덕곡리(德谷里)
- 망곡리(網谷里)
- 부산리(富山里)
- 부평리(富坪里)
- 인곡리(仁谷里)
- 이목리(梨木里)
- 예곡리(禮谷里)
- 신촌리(新村里)
- 영학리(永鶴里)
- 정현리(鼎峴里)
- 지산리(智山里)